# London and South Western Railway

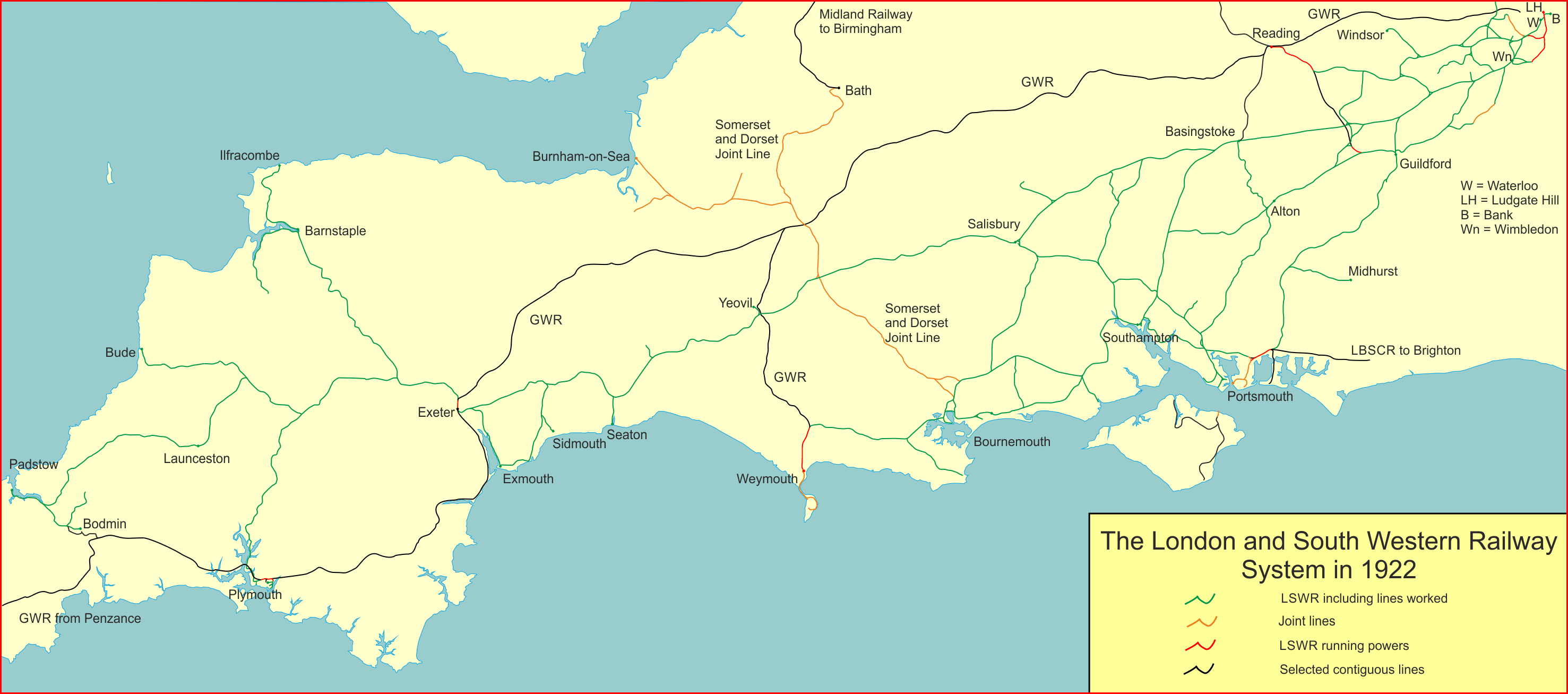
Diagrama del sistema de LSWR al 1922.

London and South Western Railway (L&SWR; en català Ferrocarril de Londres i el Sud Occidental) fou una empresa ferroviària d'Anglaterra (Regne Unit) entre el 1838 i 1922. La seva xarxa s'estenia des de Londres a Plymouth via Salisbury i Exeter, amb ramals cap a Ilfracombe i Padstow i via Southampton cap a Bournemouth i Weymouth. També tenia algunes rutes que connectaven ciutats a Hampshire i Berkshire, incloent Portsmouth i Reading. En una acta parlamentària de 1921, coneguda com a "Railways Act 1921", la L&SWR va esdevenir part de Southern Railway.
Entre els èxits més importants de la L&SWR destaca l'electrificació de línies suburbanes, la introducció de la senyalització ("power sginalling"), el desenvolupament dels molls de Southampton Docks, la reconstrucció de l'estació de Waterloo com una de les grans estacions del món, i el maneig del trànsit massiu que comportà la Primera Guerra Mundial.